# Luis Antonio Moreno
Luis Antonio Moreno Huila (* 25. Dezember 1970 in Jamundí) ist ein ehemaliger kolumbianischer Fußballspieler. Der Außenverteidiger nahm mit der kolumbianischen Nationalmannschaft an der Fußball-Weltmeisterschaft 1998 teil und wurde auf Vereinsebene zweimal nationaler Meister.

## Karriere

### Verein
Luis Antonio Moreno begann seine Karriere 1989 bei América de Cali und gewann mit dem Team die Meisterschaften 1990 und 1992. Zur Saison 1995 wechselte er zu Deportes Tolima und beendete dort im Jahr 2000 seine Karriere.

### Nationalmannschaft
Moreno debütierte in der Nationalmannschaft im Juli 1992 beim Freundschaftsspiel gegen die USA. Nach einem weiteren Freundschaftsspieleinsatz gegen Mexiko blieb er fast vier Jahre ohne Länderspiel. Ab März 1996 gehörte er regelmäßig zum Kader der Nationalmannschaft und spielte bei der Weltmeisterschaftsqualifikation, die Kolumbien als Südamerikadritter erfolgreich abschloss.
Bei der Copa América 1997 bestritt er drei Spiele für die Cafeteros, die im Viertelfinale gegen Gastgeber Bolivien ausschieden. Bei der Fußball-Weltmeisterschaft 1998 lief Moreno im dritten und entscheidenden Gruppenspiel gegen England auf. Die Cafeteros schieden nach einem Sieg und zwei Niederlagen in der Gruppenphase aus. Die 0:2-Niederlage gegen England war das letzte Länderspiel Morenos, der insgesamt 20-mal das Trikot der A-Nationalmannschaft trug.

## Erfolge
América de Cali
- Categoría Primera A: 1990, 1992

## Sonstiges
Luis Antonio Moreno ist Vater des Profifußballspielers José Luis Moreno.